# 南洋台灣姊妹會
南洋台灣姊妹會（簡稱：姊妹會，英語：TransAsia Sisters Association Taiwan，英文簡稱：TASAT）是台灣第一个由新住民成立的草根組織，設立於2003年，其前身為1995創立於高雄美濃的「外籍新娘識字班」。
南洋台灣姊妹會近來主要活動係在，協助新移民女性逐漸融入社會，減少孤立感，促使其更積極參與社區活動。。

## 歷史
- 1995年7月31日，姊妹會前身「外籍新娘識字班」在高雄美濃設立[2]
- 2001年9月1日，交工樂團於2001年發行的《菊花夜行軍》專輯中，收錄由外籍新娘識字班成員合唱的「日久他鄉是故鄉」 （页面存档备份，存于）（夏曉鵑為作詞人之一）歌曲，描寫婚姻移民女性初到台灣的孤立無援，以及識字班作為平台所創造出來的姊妹情誼。這首歌雖源起於美濃，日後廣為流傳於全台各地新移民的中文班，被稱為「外籍新娘識字班的國歌」。
- 2002年9月21日，在台北縣（時稱）永和開設外籍新娘識字班[3]
- 2002年末，開設外籍媽媽親職教育學校[4]
- 2003年，與板橋社區大學開設東南亞新移民女性的多元文化行動計畫[5]
- 2003年12月7日，南洋台灣姊妹會正式成立
- 2003年12月12日，南洋姊妹會與其他婦女新知基金會、台灣人權促進會等，成立「移民／住人權修法聯盟」（移盟）[6]
- 2004年7月10日-9月20日：開辦「東南亞語課程」，這是由台北市政府民政局委託姊妹會在中正社區大學、北投戶政事務所開設的印尼、越南、泰國語課程，招生對象有外籍配偶家人、外籍配偶輔導工作第一線人員，以及社區人士。
- 2005年3月7日，開設「南洋文化課程」
- 2005年7月6日，移民／住人權修法聯盟至行政院前要求暫緩國籍法入籍考試規定，抗議任意提高取得身份證的門檻（入籍考試規定），後來成功更改考試規定
- 2005年9月6日，出版《不要叫我外籍新娘》 （页面存档备份，存于）一書
- 2006年4月4日，台聯立委廖本煙因對越南姊妹發表歧視性言論，移民姊妹、南洋台灣姊妹會、婦女新知基金會及外籍配偶關懷成長協會等團體，在立法院舉行記者會抗議
- 2007年，開始展開一系列的反財力證明抗議活動與遊行
- 2007年9月29日，南洋台灣姊妹會、世新大學社會發展研究所以及國際性組織Asia Pacific Mission for Migrants（APMM）合作於台北舉辦「國境管制暨新移民女性培力國際研討會」，並且做出兩項重要的決議：一是成立國際網絡以促進婚姻移民的培力與權益；二是在英文世界中以「marriage migrants」取代「foreign brides」指稱婚姻移民
- 2009年，成立東南亞新移民女性劇團—南洋姊妹劇團[7]
- 2010年，與師大翻譯所合作，開設司法通譯人員培訓、紀錄片《姊妹，賣冬瓜！》 （页面存档备份，存于）首發
- 2011年11月，北部辦公室與新頭殼網路媒體合作 , 錄製《當椰奶遇上珍奶》
- 2012年-2014年，南洋姊妹劇團作品《她鄉·他鄉》、《幸福·無路可退》於全台巡演
- 2016年12月9日，續倡議並且成功推動《國籍法》修正案
- 2017年，「我並不想流浪/Drifting No More」 （页面存档备份，存于）—姊妹發聲音樂專輯發行
- 2017年1月17日，出版《餐桌上的家鄉》 （页面存档备份，存于）
- 2017年12月，出版桌遊《水上市場-波濤中的越南》
- 2021年11月，為文化部新住民藝文推廣及社造參與計畫種子輔導計畫[8]
- 2023年2月，與台灣事實查核中心、印尼事實查核組織MAFINDO （页面存档备份，存于）合作，對東南亞移民工推廣媒體識讀[9]
- 2023年7月18日，獲得總統文化獎[10]
- 2023年10月，出版桌遊《心手相連》

## 相關作品
| 作品名稱                      | 類型     | 年分   |
| 日久他鄉是故鄉                | 歌曲     | 2001年 |
| 不要叫我外籍新娘              | 書籍     | 2005年 |
| 南洋姊妹要說戲                | 戲劇     | 2009年 |
| 姊妹，賣冬瓜！                | 紀錄片   | 2013年 |
| 我並不想流浪/Drifting No More | 音樂專輯 | 2017年 |
| 水上市場-波濤中的越南         | 桌遊     | 2017年 |
| 移？老娘開新房                | Podcast  | 2022年 |
| 心手相連                      | 桌遊     | 2023年 |